# Platon (Dramatiker)
Platon der Komödiendichter (auch Platon der Komiker, lateinisch Plato comicus) war ein etwa um 20 Jahre älterer Zeitgenosse des gleichnamigen berühmten Philosophen und lebte wie dieser in Athen. Er begann seine Tätigkeit als Dramatiker gleichzeitig mit Aristophanes (428 v. Chr.) und führte noch unter dem Archon Philokles (391 v. Chr.) Komödien auf. Platon gilt als einer der wichtigeren Vertreter der älteren attischen Komödie. Von einigen Literaturhistorikern wird er auch mit der mittleren Komödie in Verbindung gebracht.
Über seine persönlichen Verhältnisse ist nur wenig bekannt. Angeblich hat er auch für andere Personen Komödien gedichtet, die von den Käufern, als rechtmäßig erworbenes Eigentum, unter ihren eigenen Namen bei den dramatischen Wettbewerben eingereicht wurden. Dies könnte darauf hindeuten, dass Platon aus bescheidenen Verhältnissen stammte und auf diese Geldeinnahmen angewiesen war.
Von den Komödien Platons sind einige Fragmente und Titelangaben überliefert. Bruchstücke aus seinen Komödien Hyperbolos und Kleophon zeugen von der Bitterkeit seiner Angriffe auf Volksführer, Redner und Dichterkollegen seiner Zeit. Bei Athenaios allein finden sich Anführungen aus 23 seiner Komödien, von denen er (mindestens) 28 verfasst hat. In der Komödie Die Siege machte er sich über Aristophanes’ kolossale Friedensgöttin in dessen Frieden lustig. 405 v. Chr. wurde Platons Kleophon von Aristophanes’ Fröschen und Phrynichos’ Musen in der Gunst des Publikums besiegt. Sein Stück Der Trostlose hatte die verzweifelte Lage des Staates zum Gegenstand.
Außer politischen Komödien schrieb Platon auch literarische, wie Die Lakonen oder Die Dichter. Das Stück Die Sophisten verfolgte möglicherweise eine ähnliche Tendenz wie Aristophanes’ Wolken. Das Stück Der Bühnenapparat scheint eine Satire auf die Ausstattungen der Tragödien gewesen zu sein. Im Kehricht nahm er sich satirisch den Schlemmer Myniskos, einen Schauspieler des Aischylos, vor. Über Die Greife, das einzige Stück Platons mit einem symbolischen Chor, geben die überlieferten Bruchstücke nicht den geringsten Aufschluss. Mythen-Komödien waren: Adonis, Laios, Menelaos, Europe, Io. Das Stück Die lange Nacht bezog sich auf die Nacht, die der Göttervater Zeus bei Alkmene zubrachte. Vom Inhalt des Stückes Der misshandelte Zeus verrät der Titel nur wenig. Vom Phaon haben sich einige Bruchstücke erhalten, aus denen hervorgeht, dass diese Komödie thematische Parallelen zu Grillparzers Sappho aufwies.

## Ausgaben
- Rudolf Kassel, Colin Austin (Hrsg.): Poetae Comici Graeci, Band 7. De Gruyter, Berlin/New York 1989, ISBN 3-11-012035-6, S. 431–548